# Russula nigricans
Russula nigricans (Bull.) Fr., Epicrisis Systematis Mycologici (Uppsala): 350 (1838)
La Russula nigricans appartiene alla sezione Nigricantinae del genere Russula, della quale è la specie più rappresentativa.

Queste russule sono caratterizzate dalla massiccia presenza di lamellule, dai colori non vivaci e da una carne molto soda. Il portamento del carpoforo, per la forma depressa del cappello e le lamelle quasi decorrenti, ricorda più quello di un Lactarius che di una Russula.

Un particolare interessante è che tutte queste russule sono inizialmente bianche, ma ben presto tutto il corpo fruttifero vira in maniera più o meno marcata verso tonalità bruno nerastre, che permangono fino alla maturità.

Capita, perciò, spesso che si rinvengano vecchi esemplari di questa specie o di altre della sezione Nigricantinae, essiccati, completamente neri, quasi come fossero funghi carbonizzati.

## Descrizione della specie
Cappello 
5–20 cm, da convesso a fortemente depresso, 
cuticolaasciutta, opaca, separabile solo al margine per circa 1/3 del raggio, inizialmente bianca, poi con macchie bruno-nerastre, alla fine completamente bruno-nerastra;
margineinvoluto, bianco, qualche volta biancastro.
 Lamelle 
Spaziate, spesse, fragili, leggermente decorrenti, bianco-crema, rosse allo sfregamento, in vecchiaia fuligginose o nerastre, intercalate da numerose lamellule.
 Gambo 
5-7 x 2–3 cm, tozzo, quasi cilindrico, carnoso e sodo, ma che a maturazione diventa quasi cavo, inizialmente bianco poi al tocco si macchia di rossastro fino ad annerirsi.
 Carne 
Soda, bianca, al taglio vira prima al rosso e poi si annerisce.
- Odore: fruttato.
- Sapore: dolce, mite, lievemente acre nelle lamelle.

## Microscopia
Spore6,5-8,5 x 6-7 µm, ovoidali, ialine, con verruche emisferiche e fine reticolo a maglie incomplete;
Basidicilindrici 35-50 x 4-7 µm, tetrasporici;
Cistidi60-90 x 8-12 µm, cilindrici, ottusi all'apice, sinuosi.

## Habitat
È un fungo simbionte, ubiquitario, che fruttifica, sia in pianura che in montagna, in estate-autunno, nei boschi di latifoglie e aghifoglie con le quali stabilisce relazioni micorrizziche. Predilige terreni ben drenati.

## Commestibilità
Alcuni ritengono questo fungo commestibile, altri non edule, altri ancora velenoso.
Poiché sono stati registrati casi di disturbi gastrointestinali, se ne sconsiglia il consumo anche per le caratteristiche organolettiche non proprio gradevoli.

## Specie simili
Nel continente americano questa specie può essere confusa con la R. dissimulans, che però si differenzia per le lamelle più fitte, le spore più larghe con un'ornamentazione più marcata ed il cappello asciutto.
Altre Russule con le quali può essere confusa sono:
- Russula albonigra, che diventa direttamente nera al taglio.
- Russula adusta, che e di colore rossastro e poi grigio.
- Russula densifolia, che ha lamelle più fitte e taglia più piccola.

## Etimologia
Dal latino nigricans = nereggiante, per la carne che tende al nero.

## Nomi comuni
- Russula nera, Rossola annerente

## Sinonimi e binomi obsoleti
- Agaricus elephantinus Sowerby, Coloured Figures of English Fungi ...: tab. 28 (1788)
- Agaricus nigrescens Lasch, Linnaea 4: 521 (1829)
- Agaricus nigricans Bull., (1798) [1791-1798]
- Omphalia adusta ß elephantinus (Bolton) Gray, A Natural Arrangement of British Plants (London) 1: 614 (1821)
- Russula elephantina (Bolton) Fr., Epicrisis Systematis Mycologici (Uppsala): 350 (1838)